# Peter Neil Temple Wells
Peter Neil Temple Wells CBE FRS (Bristol, 1936 – abril de 2017) foi um físico médico britânico. Contribuiu significativamente para a utilização da tecnologia do ultrassom na medicina.